# 대학로 (경산시)

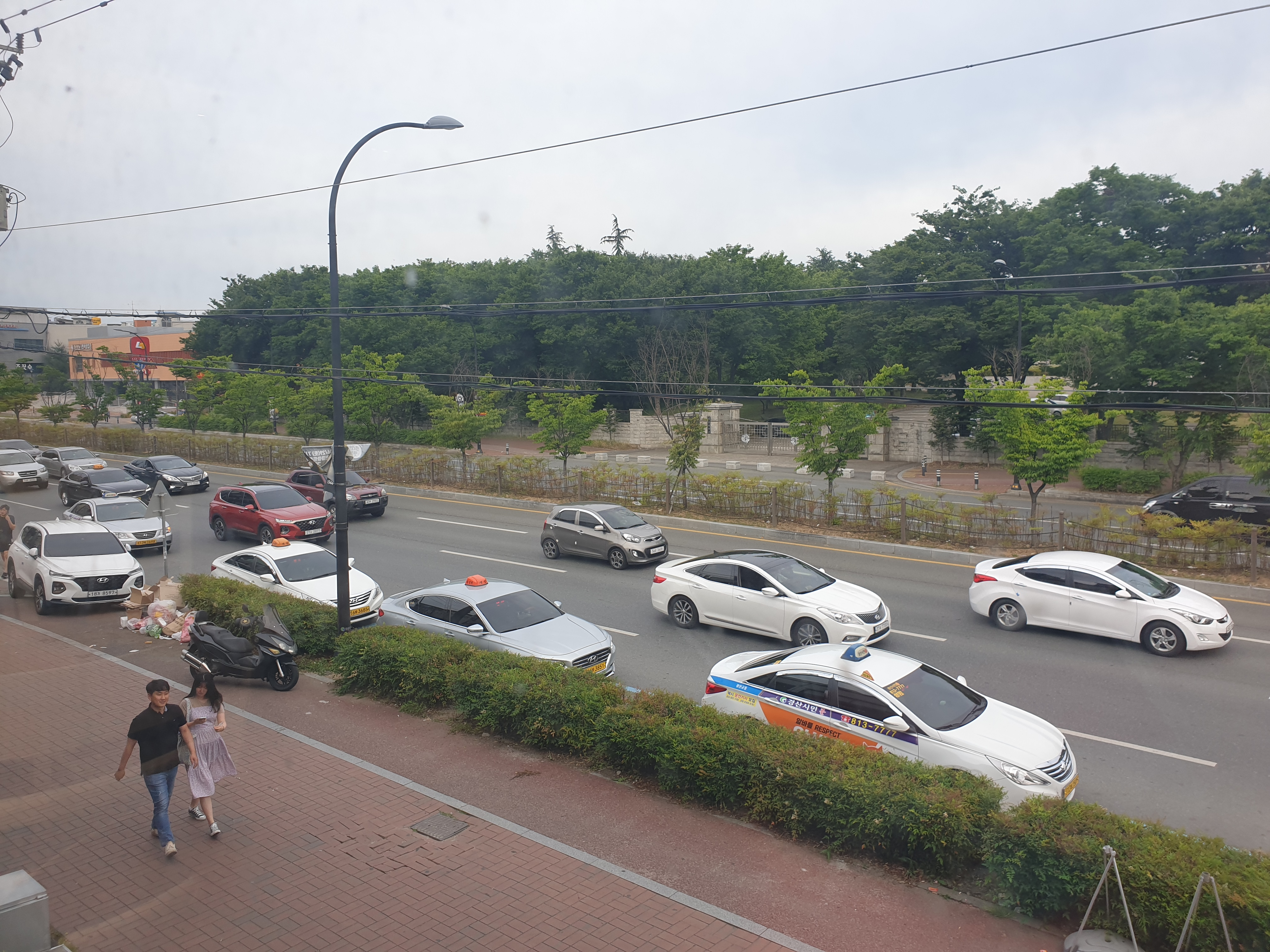
경산시 대학로 영남대학교 부근

대학로(Daehak-ro)는 경상북도 경산시 서부동 중산삼거리와 하양읍을 잇는 경산시의 도로이다.

## 주요 경유지
경상북도
- 경산시 (서부동 . 중산동 . 동부동 . 북부동 .  압량읍 . 진량읍 . 하양읍)

## 노선
| 이름                    | 접속 노선             | 소재지            | 소재지            | 비고                           |
| 달구벌대로와 직결       | 달구벌대로와 직결     | 달구벌대로와 직결 | 달구벌대로와 직결 | 달구벌대로와 직결              |
| ----------------------- | --------------------- | ----------------- | ----------------- | ------------------------------ |
| 중산삼거리              | 경산로                | 경산시            | 서부동            | 국도 제25호선구간              |
| (이름없음)              | 성동로 대학로8길      | 경산시            | 서부동            | 국도 제25호선구간              |
| 정평역삼거리            | 대학로9길             | 경산시            | 서부동            | 국도 제25호선구간              |
| (이름없음)              | 대학로13길 대학로16길 | 경산시            | 서부동            | 국도 제25호선구간              |
| 영대교                  |                       | 경산시            | 서부동            | 국도 제25호선구간              |
|                         | 중방동                | 경산시            |                   | 국도 제25호선구간              |
| 경산사거리 (경산네거리) | 경안로                | 경산시            |                   | 국도 제25호선구간              |
| 임당네거리              | 임당로 남매로         | 경산시            |                   |                                |
| 영대오거리              | 계양로                | 경산시            | 동부동            | 지방도 제919호선구간           |
| (이름없음)              | 둥지로                | 경산시            | 북부동            | 지방도 제919호선구간           |
| (이름없음)              | 부적길                | 경산시            | 압량읍            | 지방도 제919호선구간           |
| 압량네거리              | 화량로                | 경산시            | 압량읍            | 지방도 제919호선구간           |
| (이름없음)              | 조산로 압독1로        | 경산시            | 압량읍            | 지방도 제919호선구간           |
| (이름없음)              | 마이지길 압량길       | 경산시            | 압량읍            | 지방도 제919호선구간           |
| 압량교                  |                       | 경산시            | 압량읍            | 지방도 제919호선구간           |
| (이름없음)              | 가야로 금구길         | 경산시            | 압량읍            | 지방도 제919호선구간           |
| (이름없음)              | 현흥길                | 경산시            | 압량읍            | 지방도 제919호선구간           |
| (이름없음)              | 연지길                | 경산시            | 압량읍            | 지방도 제919호선구간           |
| (이름없음)              | 환상길                | 경산시            | 압량읍            | 지방도 제919호선구간           |
| (이름없음)              | 화성로                | 경산시            | 하양읍            | 지방도 제919호선구간           |
| 경산나늘목              | 경부고속도로          | 경산시            | 하양읍            | 지방도 제919호선구간           |
| (이름없음)              | 다문로                | 경산시            | 진량읍            | 국가지원지방도 제69호선과 중복 |
| (이름없음)              |                       | 경산시            | 진량읍            | 국가지원지방도 제69호선과 중복 |
| 봉화네거리              | 공단로                | 경산시            | 진량읍            | 국가지원지방도 제69호선과 중복 |
| 부하교                  |                       | 경산시            | 진량읍            | 국가지원지방도 제69호선과 중복 |
| 대구대삼거리            | 대구대로              | 경산시            | 진량읍            | 국가지원지방도 제69호선과 중복 |
| 하양교                  |                       | 경산시            | 진량읍            | 국가지원지방도 제69호선과 중복 |
|                         | 하양읍                | 경산시            |                   | 국가지원지방도 제69호선과 중복 |
| 금락지하차도            |                       | 경산시            |                   | 국가지원지방도 제69호선과 중복 |
| 금락네거리              | 국도 제4호선 (대경로) | 경산시            |                   | 국가지원지방도 제69호선과 중복 |
| (이름없음)              | 하양로 금송로         | 경산시            |                   |                                |
| 하양로25길과 직결       |                       |                   |                   |                                |

## 주요 건물 및 시설
- GS칼텍스 세왕주유소 (대학로 132/중방동 72-27)
- 파리바게뜨 경산임당역점 (대학로 134/중방동 64-3)
- 파스구치 경산중방DI점 (대학로 146/중방동 909)
- 임당역 (대학로 지하 170 중방동 50-4)
- 농협 경산농협본점 (대학로 200/계양동 766)
- 농협 경산농협주유소 (대학로 204/계양동 265)
- 알뜰 영대주유소 (대학로 205/계양동 270-1)
- 중앙파출소 (대학로 207/계양동 39-5)
- 스타벅스 경산임당역DT점 (대학로 208/계양동 266)
- 다이소 경산영남대점 (대학로 269/대동 75)
- 영남대역 (대학로 지하 270)
- 영남대학교 (대학로 280/삼풍동 300)
- KT 플라자 영남대점 (대학로 285/대동 170-7)
- 올리브영 영남대점 (대학로 285/대동 170-16)
- 파리바게뜨 경산영대점 (대학로 285/대동 170-16)
- LG유플러스 대동영남대점 (대학로 291/대동 168-1)
- 대구은행 DGB대구은행 영남대지점 (대학로 292/대동 214-1)
- KFC 영남대점 (대학로 292/대동 214-1)
- 영남대시외버스터미널 (대학로 292/대동 214-1)
- 노브랜드버거 경산영남대역점 (대학로 293/대동 168-5)
- SK텔레콤 솔로몬대리점 경산영대점 (대학로 293/대동 168-5)
- 이니스프리 경북영남대점 (대학로 293/대동 168-5)
- KT 에스에스컴퍼니 영남대점 (대학로 293/대동 168-5)
- 롯데리아 영남대DT점 (대학로 316/조영동 321-4)
- CU 영대경산점 (대학로 320/조영동 324)
- GS25 경산영대점 (대학로 323/조영동 249-6)
- 파스구찌 대구영남대점 (대학로 327/조영동 247-5)
- 농협 압량농협 남부지점 (대학로 342/부적리 517-1)
- S-OIL 기분좋은주유소 (대학로 362/부적리 531-2)
- 투썸플레이스 경산신대점 (대학로 365/부적리 507-4)
- 다이소 경산신대부적점 (대학로 267/부적리 507)
- 이마트24 R신대부적점 (대학로 386/신대리 435)
- 르노코리아자동차 경산대리점 (대학로 405/부적리 254-1)
- GS칼텍스 경산대성주유소 (대학로 445/부적리 111-10)
- S-OIL 천마고속주유소 (대학로 496/부적리 62-1)
- 기아자동차 오토큐 경산기아서비스 (대학로 511/금구리 369-15)
- CU 경산용암로드점 (대학로 526/금구리 162-6)
- 현흥초등학교 (대학로 624/현흥리 653-3)
- 알뜰 미니에너지 셆프주유소 (대학로 754/현흥리 24-8)
- 기아자동차 영대대리점 (대학로 770/현흥리 4-1)
- 넥센타이어 타이어테크 경산IC점 (대학로 942/선화리 720-42)
- 새마을금고 진량새마을금고 선화지점 (대학로 940/선화리 720-6)
- GS칼텍스 호동제1충전소 (대학로 945/선화리 714)
- 농협 진량농협 서부지점 (대학로 946/선화리 719)
- 농협 진량농협 서부주유소 (대학로 946/선화리 719)
- 파리바게뜨 경산진량점 (대학로 950/선화리 712-9)
- 알뜰 신성주유소 (대학로 951/선화리 701-1)
- S-OIL 오케이주유소 (대학로 966/선화리 493-4)
- 진량중학교 (대학로 1051/신상리 1114-6)
- 진량고등학교 (대학로 1051/신상리 1031)
- GS25 진량점 (대학로 1058/신상리 1130-7)
- 경산휴게소 (대학로 1089/신상리 968-1)
- 한진택배 하양영업소 (대학로 1316/부기리 354-2)
- 쌍용자동차 진량서비스프라자 (대학로 1334/부기리 365-1)
- HD현대오일뱅크 부림새마을금고 주유소 (대학로 1385/부기리 473)
- 새마을금고 부림새마을금고 본점 (대학로 1386/부기리 55)